# 1867 у літературі

## Твори
- Шарль Де Костер. Легенда про Уленшпігеля
- Марк Твен. Видатна стрибаюча жаба з Калавераса
- Федір Достоєвський. Гравець

## Видання
- Генрік Ібсен. Пер Гюнт

## Народилися
- 16 січня Вікентій Вересаєв
- 15 червня Костянтин Бальмонт
- 22 вересня Сіґюрйоун Фрідйоунссон
- Йогмая Неупане, непальська поетеса

## Померли
- 31 серпня Шарль Бодлер